# Oclusiva bilabial sonora
La consonante plosiva u oclusiva bilabial sonora es un sonido consonántico presente en numerosos idiomas; en español es uno de los fonemas representados por las grafías B y V; aunque estas grafías a veces pueden también indicar una fricativa bilabial sonora, siendo esta -en el español- un alófono de la primera. En el Alfabeto Fonético Internacional se representa como [b].

## Articulación
La plosiva bilabial sonora se pronuncia produciendo una oclusión del flujo de aire con ambos labios, y luego liberándola, de tal modo que el aire escape por la boca y no por la nariz; al mismo tiempo, las cuerdas vocales vibran.

## Presencia

### En español
La grafía b o v a comienzo de palabra o frente a una consonante indica la pronunciación de una plosiva bilabial sonora. En posición medial, es decir, entre vocales, se realiza en su lugar su alófono [β], en el que los labios nunca llegan a detener del todo el flujo de aire.

### En otros idiomas
- La plosiva bilabial sonora está presente en la mayoría de las lenguas romances y anglosajonas, con la grafía b; en ellas, v generalmente representa la fricativa labiodental sonora.
- En griego clásico, la letra β se pronunciaba como una plosiva bilabial sonora; en el griego moderno, la pronunciación se ha modificado, dando lugar a una fricativa labiodental sonora. Es un fenómeno inverso al llamado betacismo que ocurre entre otros idiomas, en el castellano. En este caso, en vez de bilabializarse (como en español) se labiodenaliza, convirtiéndose en /v/ .
- En todas las pronunciaciones del alfabeto hebreo, la letra בּ se realiza como una plosiva bilabial sonora si lleva un daguesh o punto diacrítico; la forma sin daguesh ב se pronuncia como una fricativa labiodental sonora en la mayoría de los dialectos.
- La grafía B en hanyu pinyin no corresponde a la plosiva bilabial sonora, que no forma parte de la fonología del chino mandarín, sino a la plosiva bilabial sorda [p] no aspirada.
- En guaraní la plosiva bilabial sonora no existe fuera de la secuencia [mb]. Los préstamos del guaraní que utilizan este grafema (como capibara) corresponden a una fricativa labiodental sonora en el idioma de origen.

- Datos: Q242797